# Katolske breve
De katolske breve er benævnelsen af de syv sidste breve i Det Nye Testamente. Ord katolsk betyder almindelig, og de syv breve har fået denne betegnelse, da de alle er skrevet til en ikke nærmere specifik menighed, modsat Paulus' breve der oftest er henvendt til en menighed i en bestemt brev (f.eks. Filipperbrevet). Dermed har brevene et mere almenen præg, der dog stadig kan betyde at brevene er skrevet til en bestemt menighed og at der kan være bestemte historiske årsager til at brevet er blevet skrevet.
De katolske breve består i nævnte rækkefølge af følgende skrifter:
- Jakobs Brev (Jak)
- Peters Første Brev (1 Pet)
- Peters Andet Brev (2 Pet)
- Johannes' Første Brev (1 Joh)
- Johannes' Andet Brev (2 Joh)
- Johannes' Tredje Brev (3 Joh)
- Judas' Brev (Jud)

I nogle bibelversioner står de katolske breve før de paulinske breve og Hebræerbrevet. Det gælder blandt andet den russiske oversættelse.
Adjektivet "katolsk" har græsk rod og betyder almen eller altomfattende, universel . Navnet er blevet valgt, fordi disse skrifter blev anset for at vende sig til hele "universelle" kirke. Selvom de fleste skrifter ikke har en bestemt adressat, gælder dette ikke for alle. Hverken Johannes Andet Brev eller Johannes Tredje Brev er beregnet til en generel læserkreds, og navnet svarer kun delvis til Peters Første Brev, fordi det er rettet mod et bestemt geografisk område. Efter de fire evangelier og Paulus' breve udgør de katolske breve den tredje store samling af skrifter, der er en del af Det Nye Testamente. I modsætning til de to andre, der blev anset for at være kanoniserede relativt tidligt, havde de katolske bogstaver en langt længere og skæv vej til anerkendelse.
Alle de syv bogstaver er på forskellige måder stillet spørgsmålstegn ved ægtheden i den forstand, at det ikke er dem der hedder de bogstaver, der faktisk har skrevet dem. Nogle som Peters Første Brev og Johannes Første Brev har flere profetiske propaganda, mens et brev som Peters Andet Brev af de fleste anses for at være fra en senere tid. Mens de, der mener, at brevene er skrevet af dem, der bærer deres navne, vil placere dem for perioden fra slutningen af 40'erne til 70'erne, bliver de ofte dateret af andre til en meget senere tid, og Peters Andet Brev så sent som i årene 125-150. Kritiske forskere betragter generelt bogstaverne som pseudepigrafer.

## Benævnelsen af brevene som katolske
Traditionelt er syv korte breve i Det Nye Testamente blevet samlet under overskriften "katolske breve". Jakobs Brev, Peters to breve, Johannes tre breve og Judas' brev kaldes netop "katolske" (græsk: καθολική), fordi de er rettet til en "generel" adressat. De fleste af dem er ikke skrevet til nogen bestemt kirke eller person. De åbenlyse undtagelser er Johannes' Andet Brev og Johannes' Tredje Brev, men de blev medregnet blandt de Katolske Breve, fordi de blev anset for at høre sammen med Johannes' Første Brev. I denne sammenhæng synes ordet "katolsk" at have været anvendt til at understrege bogstavernes generelle eller universelle målgruppe og derved skelne dem fra Paulus' breve, der var rettet mod enkelte forsamlinger eller enkeltpersoner. Der er imidlertid intet i Judas Brev og Peters Andet Brev, der forhindrer nogen af dem fra at være rettet til en bestemt forsamling.
Såvel evangelier som Paulus' breve kom til at danne en fast gruppe allerede i 100-årene, mens omstændighederne var forskellige for den tredje store gruppe i kanon, de katolske breve. Selv om navnet katolske blev tildelt visse individuelle breve tidligere, bruges det ikke som en gruppebetegnelse for disse syv bogstaver indtil de tidlige 300-år, da Caesareas Eusebio talte om "de syv såkaldte katolske breve". Eusebios anså omkring 325, at alle disse, bortset fra Peters Første Brev og Johannes' Første Brev, tilhørte de skrifter, hvis ægthed blev sat spørgsmålstegn ved. Allerede 75 år tidligere udtrykte Origenes tvivl om nogle af de katolske breve, nærmere betegnet Jakobsbrevet, Peters Andet brevet og Johannes' Andet Brev og Johannes' Tredje Brev. Følgelig udgør de katolske breve ikke en veletableret samling af skrifter, der tilhører kanon, selv i 300-tallet.
Indledningsvis betød udtrykket "generelt (katolsk) brev" intet, men det pågældende brev blev ikke rettet til en bestemt forsamling, men rettet til kristne generelt. Enkelte breve var tidligere blevet kaldt katolske. Allerede i slutningen af 100'erne har montanisten Themison skrevet et katolsk brev. Origenes betegner Johannes' Første Brev, Peters Første Brev og Judasbrevet katolske, men han siger også, at Barnabas Brev er katolsk. Lidt senere kalder Dionysios af Alexandria også Johannes Brev for katolsk.

## Vidner
Af de syv katolske bogstaver synes kun Peters første brev og Johannes første brev at have været mere kendt og brugt i 100-årene og 200-årene. Ifølge Eusebio af Caesarea skulle Peter 's første bogstav være blevet nævnt i første halvdel af 100-tallet af Papias, Polykarpos, og "de gamle kirkelærere [presbytere] har brugt det som uimodsagt i deres skrifter." Peter's første brev var også kendt lige før eller omkring år 200 af Irenaeus fra Lyon, Clemens af Alexandria og Tertullianus og midt på 200-tallet af Origenes. Det første Johannes Brev var også kendt af Papias i begyndelsen af 100-årene og i slutningen af samme eller omkring år 200 af Irenaeus, Klemens af Alexandria og Tertullianus.
Judas Brev bevidnes først af Peters andet brev, skrevet omkring 125-150. Herefter bruger Klemens af Alexandria og Tertullianus (begge omkring år 200) og Origenes (ca. år 250) brevet meget sparsomt. Origenes er også den første, der nævner Peters andet brev, og han skriver, at dets status er blevet betvivlet. Også Jakobs Brev nævnes sjældent. Origenes nævner det og kalder det "”Jakobs Brev som er i omløb" og (ifølge Harry Gamble) udtrykker han derved sin tvivl om status for brevet som kanonisk.
De to korte breve, Johannes Andet og Tredje Brev, havde en anden accepthistorie. De var relativt ukendte i de første to hundrede år. Klemens af Alexandria kalder Johannes Johannes første brev "Længere Brev", hvilket tyder på, at han kender det andet, men ikke den tredje. Irenaeus fra Lyon citerer fra Johannes første to breve (som han behandler som om de var et brev), men ikke fra den tredje.  Hverken Tertullian eller Cyprian viser noget kendskab til anden og tredje brev. Origenes kender imidlertid alle tre Johannes breve. Han skriver, at Johannes "efterlod et brev om nogle få linjer [= 1 Joh], måske endda et andet og et tredje brev", men ikke alle erkender, at de er ægte. Måske delte Origenerne selv det synspunkt, eftersom han aldrig citerede brevene. Ikke længe efter Origenerne viser Dionysios af Alexandria også noget kendskab til de to sidste breve, men tvivler på, om de virkelig er ægte. Eusebius regner det Johannes Andet og Tredje Brev sammen med "det så kaldte Jakobs Brev og Judas’ og Peters Andet Brev" til de modsagte eller betvivlede skrifter. Og i Det Muratoriske Fragment (hvis vidnesbyrd er interessant, især hvis skriften viser sig at være fra slutningen af 100-årene), er kun de første to Johannes breve nævnt, og det eneste yderligere katolske skrift, der nævnes, er Judas Brev.

## Optagelse i kanon
Traditionelt er brevene blevet tilskrevet disciplene Peter og Johannes, såvel som Jesu brødre Jakob og Judas. I modsætning til de fire evangelier og samlingen af Pauls breve, som modtog canon-status relativt tidligt, blev de katolske breve ikke accepteret så let og så tidligt. Udformningen af de katolske breve til en samling fandt også sted forholdsvis sent, sandsynligvis ikke tidligere end i slutningen af 200-årene, og selv når denne samling var til stede, blev både individuelle breve og hele samlingen betvivlet. Brevene var ikke en del af den ældste syriske tradition, og i den syriske standardversion af Bibelen, Peshitta, mangler fortsat det Peters Andet Brev, Johannes Andet og Tredje Brev Brev og Judas Brev. De katolske breve kunne muligvis samles med det formål at dokumentere undervisning i forbindelse med oprindelige apostoliske personer, såsom "Jacob, Kefas og Johannes, dem der blev betragtet som søjler", hvilket gav et bredere og mere afbalanceret valg af apostlernes vidnesbyrd, end det har været tilfældet med de breve, der næsten tilskrives Paulus alene.
Gamble hævder, at fordi de katolske breve blev talt som en gruppe og ikke som individuelle breve i Kanon, og fordi denne gruppe af breve ikke blev dannet indtil slutningen af 200-årene, og siden disse katolske breve sammen med evangelierne og Paulus breve kom at være den tredje undergruppe i kanon, er det meget vanskeligt at tale om en nytestamentelig kanon, der har taget en klar form, indtil de katolske breve er samlet, og dermed før 300-årene.

## Ægtheden af brevene
De fem breve, der blev mest stillet spørgsmålstegn ved i den tidlige kristne periode, er også de skrifter, der er mest betvivlet af forskere i dag. Nogle betragtes som forfalskninger, således skrifter skabt med det konkrete formål at bedrage af forfatteren, der hævder at være en anden, mens andre betragtes som pseudepigrafer, hvor teksten fejlagtigt antages at være skrevet af en person, der ikke har skrevet det. Peters Første Brev og Johannes Første Brev, som almindeligvis blev accepteret af den tidlige kirke [ 45 ], er også de to katolske breve, der har de fleste autenticitetsforkæmpere i dag, mens Peters Andet Brev, det brev som var mest betvivlet i de ældste tider, af de fleste af dagens forskere betragtes som en senere forfalskning eller pseudepigrafi. Forskerne, der er fortalere for, at brevene er autentiske og dermed også relativt tidlige, støtter sig hovedsagelig på historiske argumenter og den kristne tradition, der tillægger brevene til disse forfattere. De, der stiller spørgsmålstegn ved brevenes ægthed, er stærkt afhængige af sproglige argumenter (at ingen af de fire tankevækkende forfattere, der er vokset op i det gallilæiske landskab, anses for at være i stand til at skrive et sådant græsk) men også at bogstaverne viser tegn på at have blevet til senere.
Det er ikke muligt at opstille en generel tilkomstperiode for alle syv katolske breve, da de er individuelt dateret på forskellige tidspunkter, og fordi forskerne ofte er uenige om, hvornår de er skrevet. De, der tror på at brevene er autentiske, argumenterer ofte for en tid til periodisering for de skrifter, de hævder at være de ældste, ligesom Jakobs brev indtil slutningen af 40-årene til 70'erne, mens de mange der ser bogstaverne som pseudonymer ofte stiller deres adgang til lige før eller omkring år 100. De kritiske lærde, der tror på at Johannes Brev ikke er skrevet af disciplen Johannes, mener generelt, at alle andre katolske breve også er pseudepigrafer. De daterer sædvanligvis Peters første brev til perioden omkring år 70-100, Jakobs brev til slutningen af det første århundrede de tre Johannes breve til 90'erne Judas brev til omkring år 100 og Peters andet brev til et stykke ind i 100-årene, måske omkring 125-150.

## Orden for brevene og placeringen i forhold til andre bøger
Den indbyrdes rækkefølge af brevene er i de fleste af de ældre manuskripter: Jakobs bog , den første og andet Petrus brev, den første , anden og tredje Johannes brev og Judas brev. Dette er den samme rækkefølge som i de fleste moderne bibler. Men mens de katolske breve i de moderne protestantiske bibeludgaver er anbragt efter Pauls breve (herunder hebræerne ), blev de placeret i næsten alle græske håndskrifter i Det Nye Testamente umiddelbart efter apostlenes gerninger og før Paulus' breve. I de fleste af de gamle manuskripter udgør apostlerne (græsk: Πράξεις ἀποστόλων, Praxeis apostolōn) sammen med de syv katolske breve og udgør det, som forskerne normalt kalder praxapostolos. Håndskrifterne udviser få variationer, med evangeliets orden, praxapostolos, de paulske breve og Johannes' Åbenbaring.
I den græsk-ortodokse kirkebibel er de katolske breve placeret foran Pauls breve, mens de i den latinske kirke er placeret efter. Af denne grund kan brevenes placering variere i moderne udgaver. En række bibelversioner fra det 16. og 17. århundrede følger Martin Luthers orden (1483-1586), der blev foreslået og som forekommer i Luthers Bibel. Luther mente, at nogle bøger var blevet betvivlet tidligt og endvidere fremsatte meninger, der efter hans opfattelse ikke modsvarede det, han anså for at være det korrekte billede af Kristus og evangeliet. Dette vedrørte to af de katolske breve. Luthers liste bestod af 23 nummererede bøger, der sluttede med det tredje Johannes brev, hvorefter de 4 uvigtige og ifølge ham ikke kanoniske brev til hebræerne, Jakobs brev, Judan brev og Johannes' Åbenbaring fulgte.
De syv breve adskiller sig meget fra hinanden til indhold og formål. Seks af dem synes at være blevet accepteret i kanon, fordi de blev anset for at være skrevet af de tre "søjler", som Paulus nævnte, og de blev organiseret i hvor længe de var (selvom breve, der blev anset for at være skrevet af de samme forfattere, fulgte hinanden) og ifølge hvilken rækkefølge de blev optaget i Paulus: Jakob, Peter og Johannes, for at ende med Judas.